# Winringen
Winringen là một đô thị ở huyện Bitburg-Prüm, trong bang Rheinland-Pfalz, phía tây nước Đức. Đô thị Winringen có diện tích 2,55 km², dân số thời điểm ngày 31 tháng 12 năm 2006 là67 người.